# Groundhog Day (comédie musicale)
Pour les articles homonymes, voir Groundhog Day.
Groundhog Day est une comédie musicale écrite et composée par Tim Minchin, d'après un livret écrit par Danny Rubin. Elle est basée sur le film de 1993 Un jour sans fin, réalisé par Harold Ramis et scénarisé par Danny Rubin.
Elle raconte l'histoire de Phil Connors, un présentateur météo arrogant de la télévision de Pittsburgh qui lors d'une mission pour couvrir l'événement annuel du Jour de la marmotte à Punxsutawney en Pennsylvanie, se retrouve piégé dans une boucle temporelle, le forçant à répéter le même jour encore et encore.
La comédie musicale fait sa première au Théâtre Old Vic à Londres en août 2016 et est nommée pour huit Laurence Olivier Awards en 2017, remportant celui de la meilleure nouvelle comédie musicale et du meilleur acteur principal pour Andy Karl. Elle se produit par la suite à Broadway à partir de 2017, et est nommée pour sept Tony Awards dont celui de la meilleure comédie musicale et celui du meilleur acteur pour Andy Karl.

## Chansons

### Acte I
- There Will Be Sun
- Small Town, U.S.A.
- Punxsutawney Phil
- February 2nd
- Stuck
- Nobody Cares
- Philandering
- One Day

### Acte II
- Playing Nancy
- Hope
- Everything About You
- If I Had My Time Again
- Everything About You (Reprise)
- Night Will Come
- Philanthropy
- Punxsutawney Rock
- Seeing You
- Dawn

## Interprètes originaux

### Londres
- Andy Karl : Phil Connors
- Carlyss Peer : Rita Hanson
- Eugene McCoy : Larry
- Andrew Langtree : Ned Ryerson
- Georgina Hagen : Nancy Taylor
- Julie Jupp : Mme Lancaster
- Kieran Jae : Freddie
- Jenny O'Leary : Debbie
- Carolyn Maitland : Joelle
- Jack Shalloo : Ralph
- Andrew Spillett : Gus
- Emma Lindars : Doris
- Mark Pollard : Buster
- Antonio Magro : Shérif
- Roger Dipper : le député
- Ste Glough : Jeff
- Leo Andrew : Jenson
- David Birch : Chubby Man
- Kirsty Malpass : la professeure de piano
- Vicki Lee Taylor : Lady Storm Chaser
- Leanne Pinder, Damien Poole, Lisa Mathieson, Spencer Stafford et Matthew Malthouse : danseurs

### Broadway
- Andy Karl : Phil Connors
- Barrett Doss : Rita Hanson
- Vishal Vaidya : Larry
- John Sanders : Ned Ryerson
- Rebecca Faulkenberry : Nancy Taylor
- Heather Ayers : Mme Lancaster
- Gerard Canonico : Freddie
- Katy Geraghty : Debbie
- Jenna Rubaii : Joelle
- Raymond J. Lee : Ralph
- Andrew Call : Gus
- Rheaume Crenshaw : Doris
- Josh Lamon : Buster
- Sean Montgomery : Shérif
- Joseph Medeiros : le député
- Travis Waldschmidt : Jeff
- William Parry : Jenson
- Michael Fatica : Chubby Man
- Tari Kelly : la professeure de piano
- Taylor Iman Jones : Lady Storm Chaser
- Camden Gonzales, Jordan Grubb, Natalie Wisdom et Kevin Bernard : danseurs

### San Francisco
- Ryan Drummond : Phil Connors
- Rinabeth Apostol : Rita Hanson
- Scott Taylor-Cole : Larry et Gus
- Dean Linnard : Ned Ryerson
- Sophia Introna : Nancy Taylor
- Larissa Kelloway : Mme Lancaster
- Jorge Luis Diaz : Freddie
- Kathryn Hannah : Doris et la professeure de piano
- Michael Gene Sullivan : Buster
- Anthony Rollins-Mullens : Shérif
- Cameron La Brie : le député et Chubby Man
- Montel Anthony Nord : Jeff
- David Schiller : Jenson
- Michael Motroni et Danielle Philapil : Lady Storm Chaser